# Flussflohkrebs
Der Flussflohkrebs (Gammarus roeselii) ist eine Art der Flohkrebse und in Europa beheimatet.

## Merkmale
Die Körperlänge beträgt 12–20 mm, in Ausnahmefällen bis zu 22 mm. Die Männchen werden dabei größer als die Weibchen. Auf dem Rückenkiel laufen die Epimere (Rückenplatten des Pleosoms) in deutlichen Spitzen aus, die wie eine Art Stachelkamm auf der Oberseite wirken. Dadurch ist die Art unverwechselbar. Die Farbe des Körpers kann stark variieren und grünlich, bräunlich, gräulich oder gelblich sein. Manche Individuen haben auch rote Zeichnungen an Teilen des Körpers, häufig den Seiten des Hinterleibs. Die Augen sind nierenförmig und eine halbe Augenbreite von der Kopfoberseite entfernt. Wie andere heimische Flohkrebse auch, hat die Art Schwimm- und Schreitbeine und kann entweder in Seitenlage oder aufrecht schwimmen.

## Verbreitung

### Verbreitungsgebiet
Das Verbreitungsgebiet des Flussflohkrebses liegt in Europa, vor allem in Mittel- und Südosteuropa. Hier lebt die Art von Frankreich, Belgien, den Niederlanden, Luxemburg und der Schweiz im Westen über Deutschland, Dänemark, Norditalien, Österreich, Polen und Tschechien bis nach Slowenien, Ungarn, die Slowakei, Rumänien, Kroatien, Bosnien und Herzegowina, Serbien, Albanien, Nordmakedonien und Griechenland im Osten und Südosten. Ob die Art noch so weit verbreitet und häufig wie vor einigen Jahrzehnten ist, ist fraglich. Durch eingeschleppte oder eingewanderte, invasive, neobiotische Flohkrebse sind die heimischen Arten vielerorts in ihrer Abundanz rückläufig. So machen im Rhein neobiotische Arten 95 % der Gesamtmasse an Flohkrebsen aus. Zu solchen Arten gehören z. B. der Süßwasser-Röhrenkrebs oder der Große Höckerflohkrebs. Die zuletzt genannte Art verdrängt den Flussflohkrebs beispielsweise im Bodensee.

### Ausbreitung
Ursprünglich war die Art auf der Balkanhalbinsel verbreitet. Hier lebte sie in ihrem Glazialrefugium, der Pannonischen Tiefebene, und konnte sich nach dem Ende der letzten Eiszeit vor etwa 10.000 Jahren weiter Richtung Nordwesten ausbreiten. Dabei breitete sich nur eine von über einem Dutzend genetischer Linien aus. Seit Mitte des 18. Jahrhunderts drang die Art erneut weiter nach Norden und Westen vor und besiedelte im 19. Jahrhundert schließlich auch Frankreich. Die Art breitet sich auch heutzutage noch in neue Regionen aus, beispielsweise in Italien. Dabei kommt die Frage auf, ob die Art in diesen Gebieten als invasive oder natürliche Art zu definieren ist. Zu ihrer Ausbreitung hat auch die Verwendung als Fischfutter in der Fischerei und in Aquakulturen beigetragen. Überdies können sie auch an Bootsrümpfen oder im Gefieder von Wasservögeln transportiert werden und so neue Gewässer erobern. Auch die hohe Vermehrungsrate von Gammarus roeselii und der gegenüber vielen anderen Flohkrebsen bessere Schutz vor Feinden trägt zu seinem Erfolg bei.

## Lebensraum
Die Art lebt, anders als ihr deutscher Trivialname vermuten lassen würde, sowohl in Fließ- als auch in Stillgewässern. Die Art ist relativ widerstandsfähig gegenüber verunreinigtem oder sauerstoffarmem Wasser und kann auch an Land mehrere Tage überleben. Bevorzugt werden langsam fließende, kalkreiche Gewässer mit reichlich Unterwasservegetation. Im Gegensatz zu verwandten heimischen Arten wie dem Bachflohkrebs oder dem Gewöhnlichen Flohkrebs bevorzugt der Flussflohkrebs höhere Temperaturen. Bei höherem Salzgehalt des Wassers wird die Art häufig von Gammarus tigrinus verdrängt. Der Flussflohkrebs zeigt mit einem Saprobienindex von 2,4 eine mäßige Gewässergüte an.

## Lebensweise
Flussflohkrebse halten sich in Fließgewässern gerne in den Lückensystemen der Kies- und Steinansammlungen auf, um der Strömung zu entgehen. Hier können sie sich mit ihrem Körper gut festklemmen. Sie können jedoch auch frei im Wasser herumschwimmen.

### Nahrung und Feinde
Wie auch andere heimische Flohkrebsarten der Süßgewässer, ist der Flussflohkrebs im Ökosystem eine Schlüsselart durch den Abbau organischen Materials. So ernähren sie sich beispielsweise von den Blättern, die in die Gewässer fallen und dort zu Boden sinken. Ihre Funktion ist dabei äquivalent zu der von Saprobionten terrestrischer Ökosysteme, beispielsweise Landasseln, Doppelfüßern, Regenwürmern oder Springschwänzen. Gerade deshalb stellen invasive Flohkrebse eine Bedrohung für heimische Ökosysteme dar, da die neu eingewanderten Arten die Blätter der heimischen Bäume weniger gut abbauen können. Dadurch kommt es zu einer Anhäufung von totem organischen Material in den Gewässern. Die Art frisst neben pflanzlichem Detritus aber auch Aas oder kleine Tiere. Außerdem können sie mit ihren Mundwerkzeugen Algen oder Pilzen von Oberflächen abgrasen. Flussflohkrebse werden u. a. von Fischen gefressen. Die Stacheln an ihrem Körper dienen dabei zum Schutz vor Feinden, wie beispielsweise Forellen. Flohkrebse, so auch Gammarus roeselii, sind bekannt dafür Zwischenwirte für parasitische Microsporidien zu sein. Diese können die Salztoleranz der Krebse verändern, dafür sorgen, dass männliche Embryonen weiblich werden oder die Toleranz gegenüber Umweltgiften verringern. Außerdem verringert eine Infektion die Bereitschaft der Flohkrebse, vor Fischen zu fliehen. Somit können die Microsporidien einfacher in ihre Endwirte – die Fische – gelangen, wo die Sporenbildung stattfindet. Ein weiterer Parasit, der den Flussflohkrebs als Zwischenwirt befällt, ist der Kratzwurm Polymorphus minutus.

### Lebenszyklus
Vor der Paarung kommt es zur Präkopula (Partnerbewachung). Bereits nicht geschlechtsreife Weibchen werden von Männchen in einem Amplexus gehalten. Wenn die Weibchen schließlich die Geschlechtsreife erlangen, paaren sich die Männchen mit ihnen. Auch nach der Paarung verweilen die Tiere im Amplexus, wodurch die Männchen sich gegenüber Konkurrenz besser behaupten können und eine höhere Garantie dafür haben, dass ihre Spermien die Spender männlichen Erbguts der Jungtiere werden. Weibchen tragen ihre bis zu etwa 80 Eier in Bruttaschen mit sich herum, wo die Eier schließlich auch schlüpfen. Die Zeit bis zum Schlupf hängt von der Wassertemperatur ab und liegt zwischen 10 und 200 Tagen. Bei Wassertemperaturen zwischen 10 und 16° C ist die Überlebensrate der Embryonen am höchsten. In wärmeren Monaten produzieren die Weibchen mehr, aber dafür kleinere Eier als in kälteren Monaten. Jungtiere häuten sich neun- bis zehnmal, bevor sie die Geschlechtsreife erreichen.

## Taxonomie
Ob es sich bei Gammarus roeselii um eine Art oder einen Artkomplex handelt ist nicht sicher. Die Gattung Gammarus weist in Europa eine hohe kryptische Biodiversität auf. Das heißt, dass viele Arten noch gar nicht erfasst sind, da sie sich äußerlich kaum oder gar nicht unterscheiden lassen und nur sogenannte Morphospezies bilden. Durch genetische Analysen konnte aber gezeigt werden, dass die einzelnen Arten vielmehr Artkomplexe bilden. Der Bachflohkrebs (Gammarus fossarum) bildet beispielsweise einen Artkomplex mit mindestens 14 verschiedenen Arten. Die einzelnen Arten leben meist räumlich voneinander getrennt. Gerade in den Oberläufen der Flüsse gibt es häufig nur wenige Arten, die dafür aber beinahe endemisch sind. Richtung Unterlauf steigt oftmals die Zahl der Arten, da sich hier die verschiedenen Arten der verschiedenen Oberläufe zusammenfinden können.

### Synonyme
Die Art hat verschiedene Synonyme. Dazu gehören Rivulogammarus roeselii Gervais, 1835, Carinogammarus roeselii (Gervais, 1835), Gammarus tetracanthus Garbini, 1902, Gammarus triacanthus (Schäferna, 1922), Carinogammarus triacanthus Schäferna, 1923, Carinogammarus meridionalis Karaman, 1929, Carinogammarus semiarmatus Karaman, 1929 und Carinogammarus vardarensis Karaman, 1929.